# Franco Ballerini
Franco Ballerini (Florence, 11 december 1964 – Pistoia, 7 februari 2010) was een Italiaans wielrenner en wielercoach.

## Biografie
Als renner richtte Ballerini zich vooral op het eendagswerk. In 1993 greep hij net naast de zege in Parijs-Roubaix toen hij werd verslagen door de Fransman Gilbert Duclos-Lassalle. Ballerini dacht eraan in 1994 met wielrennen te stoppen, maar besloot uiteindelijk om wraak te nemen voor zijn tweede plaats. Dat deed hij door de edities van 1995 en 1998 te winnen. Andere belangrijke overwinningen behaalde Ballerini in de koersen Omloop Het Volk en Parijs-Brussel.
In 2001 besloot Ballerini dan toch om afscheid te nemen van de wielersport, waarna hij bondscoach van Italië werd. In 2002, zijn eerste jaar als bondscoach, won Ballerini het WK met Mario Cipollini. Ook het olympisch goud in Athene 2004 was voor de Azzuri met Paolo Bettini. Na het WK in Madrid van 2005, dacht Ballerini eraan ontslag te nemen maar besloot toch nog als bondscoach aan te blijven. In 2006 won hij met Paolo Bettini opnieuw de wereldtitel.

## Overlijden
In februari 2010 deed Ballerini, die een fervent rallyliefhebber was, op 45-jarige leeftijd mee aan een rally in Larciano, als co-piloot van Alessandro Ciardi. Hij raakte zwaargewond bij een crash en overleed in het ziekenhuis van Pistoia. Op 28 februari 2011 werd bekendgemaakt dat het stoffelijk overschot van Ballerini ter autopsie zal worden opgegraven, om onderzoek te kunnen doen naar het mogelijk causaal verband tussen zijn (fatale) verwondingen en een slecht functionerend veiligheidssysteem.
Om Ballerini te herdenken krijgt de eerste Italiaan die aankomt in Parijs-Roubaix de Souvenir Franco Ballerini. Een wedstrijd in een wedstrijd dus voor Italiaanse renners. Filippo Pozzato was de eerste die deze trofee veroverde.

## Belangrijkste overwinningen
1987
- Ronde van de Drie Valleien

1989
- GP Città di Camaiore

1990
- Ronde van Piemonte
- Parijs-Brussel
- Ronde van Campanië

1991
- Ronde van Romagna

1993
- 2e etappe deel A Hofbrau Cup
- 4e etappe Ronde van Frankrijk (TTT) met GB–MG Maglificio (met Carlo Bomans, Mario Cipollini, Zenon Jaskuła, Johan Museeuw, Wilfried Peeters, Laurent Pillon, Flavio Vanzella en Franco Vona)

1995
- Omloop Het Volk
- Parijs-Roubaix

1996
- GP van Wallonië
- Amsterdam Rai Dernyrace
- 5e etappe Ronde van Oostenrijk

1998
- Parijs-Roubaix

## Resultaten in voornaamste wedstrijden
| Jaar | Ronde van Italië | Ronde van Frankrijk | Ronde van Spanje |
| ---- | ---------------- | ------------------- | ---------------- |
| 1986 |                  |                     |                  |
| 1987 | 124e             |                     |                  |
| 1988 |                  |                     |                  |
| 1989 |                  |                     |                  |
| 1990 | 109e             |                     |                  |
| 1991 | opgave (1)       |                     |                  |
| 1992 |                  | 115e                | opgave           |
| 1993 |                  | 61e (1)             |                  |
| 1994 | opgave           |                     |                  |
| 1995 |                  |                     |                  |
| 1996 |                  |                     |                  |
| 1997 |                  |                     | 97e              |
| 1998 |                  | opgave              |                  |
| 1999 |                  |                     |                  |
| 2000 |                  |                     |                  |
| 2001 |                  |                     |                  |

| Jaar | Milaan-San Remo | Gent-Wevelgem | Ronde van Vlaanderen | Parijs-Roubaix | Amstel Gold Race | Luik-Bast.‑Luik | Ronde van Lombardije | Parijs-Brussel | Omloop Het Volk | Dwars door Vlaanderen |  | WK op de weg |  | Wereldranglijsten |
| ---- | --------------- | ------------- | -------------------- | -------------- | ---------------- | --------------- | -------------------- | -------------- | --------------- | --------------------- |  | ------------ |  | ----------------- |
| 1986 |                 |               |                      |                |                  |                 | 25e                  |                |                 |                       |  |              |  |                   |
| 1987 |                 |               |                      |                |                  |                 |                      |                |                 |                       |  |              |  |                   |
| 1988 |                 |               |                      |                |                  |                 |                      |                |                 |                       |  | 64e          |  |                   |
| 1989 | 61e             |               | 61e                  | 34e            |                  |                 | 10e                  |                |                 |                       |  |              |  | 63e (UWB)         |
| 1990 | 66e             | Brons         | 10e                  | 19e            | 5e               | 81e             | 11e                  | Goud           |                 |                       |  | 47e          |  | 4e (UWB)          |
| 1991 | 26e             | 39e           | 8e                   | 5e             | 19e              | 38e             | ↑                    | 65e            |                 |                       |  | 12e          |  | 7e (UWB)          |
| 1992 | 27e             | 81e           | 9e                   | 11e            | 18e              |                 |                      | 40e            |                 |                       |  |              |  |                   |
| 1993 | 7e              | 39e           | 6e                   | ↑              | 10e              | 21e             | 68e                  | 11e            |                 | ↑                     |  |              |  | 7e (UWB)          |
| 1994 | 17e             | Zilver        | 4e                   | ↑              | 16e              | 12e             |                      | Zilver         |                 |                       |  |              |  | 8e (UWB)          |
| 1995 | 47e             |               | 10e                  | ↑              | 28e              |                 |                      | 44e            | ↑               |                       |  |              |  | 12e (UWB)         |
| 1996 | 67e             | 59e           | 18e                  | 5e             | 25e              |                 |                      | 8e             |                 | 5e                    |  |              |  |                   |
| 1997 | 30e             | 86e           | ↑                    | 24e            |                  | 35e             | 19e                  |                | 6e              |                       |  |              |  | 20e (UWB)         |
| 1998 | 58e             | 30e           | 8e                   | ↑              | 18e              | 37e             |                      | 5e             |                 |                       |  |              |  | 8e (UWB)          |
| 1999 | 43e             | 36e           |                      | 11e            | 29e              | 45e             |                      |                |                 |                       |  |              |  |                   |
| 2000 | 168e            | 36e           | 29e                  | 8e             | 69e              | 100e            | 48e                  | 13e            | 4e              |                       |  |              |  |                   |
| 2001 |                 | 59e           | 42e                  | 32e            |                  |                 |                      |                |                 |                       |  |              |  |                   |